# Рассел, Уолтер
Уолтер Боуман Рассел (19 мая 1871[…], Бостон — 19 мая 1963, Бостон) — американский автор-самоучка, опубликовавший ряд философских, космогонических и религиозных сочинений, а также занимавшийся музыкой, скульптурой, детской литературой.

## Биография
Уолтер Рассел родился в городе Бостоне в штате Массачусетс 19 мая 1871 года. Он учился в деревенской школе почти до десяти лет, пока из-за семейных перемен не был определён на работу.
Биограф Гленн Кларк идентифицирует четырёх инструкторов, которые подготовили его к художественной карьере: Альберту Мунселю и Эрнесту Мейджору в Бостоне, Говарду Пайлу в Филадельфии и Жан-Полю Лоренсу в Париже.
Музыкант с раннего детства, он обеспечил себе должность церковного органиста в тринадцать лет и поступил в художественную школу.
В юности Рассел зарабатывал деньги как церковный органист и руководил небольшими оркестрами. Его композиции, в основном вальсы, были признаны Игнасом Падеревским в Бостоне в 1891 или 1892 году, а позднее он был в Нью-Йорке.
«Мистер Рассел в конечном итоге превратился в одного из самых самодельных американцев со времен Бенджамина Франклина». Прежде чем он покинул Бостон в 1894 году, Рассел женился на Элен Эндрюс (1874—1953) и отправился в Париж для своей свадебной поездки и второй срок для него в Académie Julian.
После их свадебной поездки Рассел и его жена поселились в Нью-Йорке в 1894 году и родили двух дочерей: Хелен и Луизу. Рост Рассела в Нью-Йорке был немедленным; репортер написал в 1908 году: «Мистер Рассел приехал сюда из Бостона и сразу же стал большим художественным успехом».
Карьера Вальтера Рассела в качестве иллюстратора, корреспондент испанско-американской войны, художник и строитель детского портрета подробно изложена в нескольких анкетах, которые он ответил, и представил «Кто есть кто в Америке».
Он привлек широкое внимание своей аллегорической живописью «Мощь веков» в 1900 году. Картина представляла Соединенные Штаты на международной выставке в Турине и получила несколько наград.
К 1903 году Рассел опубликовал три детские книги («Морские дети», «Изгиб твига» и «Век невинности») и получил квалификацию для Клуба авторов, к которому он присоединился в 1902 году.
Рассел сделал свой след в качестве строителя, создав высококачественные кооперативные квартиры стоимостью 30 миллионов долларов. Ему приписывают развитие «кооперативной собственности в экономически обоснованный и практичный принцип». Отель des Artistes на Западной 67-й улице в Манхэттене считается его шедевром. Построенный архитектором Джорджем Мортом Поллардом, здание было домом для многих знаменитых и знаменитых, в том числе Ноэля Коуарда, Айседоры Дункан, писателя Фанни Херст, мэра Нью-Йорка Джона В. Линдси, Александра Вулкотта и Нормана Роквелла.
В 1930-е годы Рассел работал на посту председателя IBM, Томаса Дж. Уотсона, в качестве мотивационного докладчика для сотрудников IBM. Один из сотрудников написал: "Я считаю вчера разговор Уолтера Рассела одним из лучших из всех, что я когда-либо слышал. Его неофициальный разговор о Личной Силе создал в нас горячее желание, чтобы больше использовать личную силу, которой мы обладаем … каждый человек настоящее — лучший человек в результате его вдохновляющего послания ". Он работал в IBM в течение двенадцати лет, в течение которого он и Уотсон разработали новую концепцию утилитарной деловой этики.
В возрасте 56 лет он обратился к скульптуре и модным портретным бюстам Томаса Эдисона, Марка Твена, генерала МакАртура, Джона Филиппа Соусы, Осипа Габриловича, Чарльза Гудиера, Джорджа Гершвина и других. Он поднялся на первое место как скульптор. Он выиграл комиссии за Мемориал Марка Твена (1934) и за «Четыре свободы» президента Франклина Д. Рузвельта (1943 год).
Рассел стал лидером в Движении «Наука человека», когда он был избран президентом Общества искусств и наук в 1927 году. Его семилетнее владение породило много статей в «Нью-Йорк таймс». Золотые медали, присужденные Обществом, были высоко оценены.
По мере приближения Второй мировой войны он перешел в студию на верхнем этаже в Карнеги-холле, где он жил один (его жена с отчужденностью Хелен жила в Коннектикуте). В то время он руководил кастингом Четырёх Свобод. Это было низкое время, требующее омоложения его здоровья и духа. Были сообщения о его «эгоизме и самовозвеличивании», которые беспокоили его.
Уолтер Рассел умер в 1963 году в родном городе в день своего рождения.

## Книги
- Atomic Suicide? Co-authored by Walter and Lao Russell, 1957, ISBN 978-1-879605-11-4
- The Universal One, 1926
- The Secret of Light, 1st ed., 1947, 3rd ed., Univ of Science & Philosophy, 1994, ISBN 1-879605-44-9

### Книги, опубликованные после смерти
- The Electric Nature of the Universe, (talk given 1936), Univ of Science & Philosophy, 1991, ISBN 1-879605-00-7
- Space and the Hydrogen Age, (talk given 1939), Univ of Science & Philosophy, 1989

### Книги, в которых упоминается автор
Clark, Glenn (1946). The Man Who Tapped the Secrets of the Universe.

### Книги на русском языке
В настоящее время официально переведена книга Таинство света, которую можно свободно скачать на ресурсе ЛитРес.